# Virtual XI World Tour
Virtual XI World Tour var Iron Maidens världsturné 1998. Det var deras tolfte turné och den andra och sista med sångaren Blaze Bayley. Totalt genomfördes 83 konserter, av 94 inplanerade. Turnépremiären hölls i Norwich, England den 22 april. Efter Europa fortsatte turnén till Nordamerika från juni till augusti och återvände till Europa i september. Efter Japan och Sydamerika avslutades turnén den 12 december på Monsters of Rock i Argentina.
Nio av de sjutton USA-konserterna ställdes in. Den officiella förklaringen var att Blaze Bayley drabbats av pollenallergi, men en starkt bidragande orsak var att rösten blivit utsliten av det krävande schemat. I efterhand har övriga bandmedlemmar medgett att de själva hade stor skuld i detta, eftersom de vägrade ändra tonarten på de äldre låtarna som skrivits för Bruce Dickinson och tvingade Bayley att sjunga i register som inte passade honom, även om de avstod från att spela låtar som Run to the Hills som han inte klarade av.

## Sverige
Likt den föregående The X Factour spelade Iron Maiden oftast för mindre publik än under sin tidigare karriär, särskilt i USA där deras popularitet dalat, men i Sverige hade Iron Maiden sin första helt utsålda konsert. Den hölls på Hovet i Stockholm den 25 september 1998 och gick om Prince i det dåvarande rekordet för biljettförsäljning.

## Låtlista
Intro: Dance of the Knights (Romeo och Julia, 1935)
1. Futureal (Virtual XI, 1998)
2. The Angel And The Gambler (Virtual XI, 1998)
3. Man On The Edge (The X Factor, 1995)
4. Lightning Strikes Twice (Virtual XI, 1998)
5. Heaven Can Wait (Somewhere in Time, 1986)
6. The Clansman (Virtual XI, 1998)
7. When Two Worlds Collide (Virtual XI, 1998)
8. Lord Of The Flies (The X Factor, 1995)
9. 2 Minutes To Midnight (Powerslave, 1984)
10. The Educated Fool (Virtual XI, 1998)
11. Sign Of The Cross (The X Factor, 1995)
12. Hallowed Be Thy Name (The Number of the Beast, 1982)
13. Afraid to Shoot Strangers (Fear of the Dark, 1992)
14. The Evil That Men Do (Seventh Son of a Seventh Son, 1988)
15. Fear of the Dark (Fear of the Dark, 1992)
16. Iron Maiden (Iron Maiden, 1980)
17. The Number of the Beast (The Number of the Beast, 1982)
18. The Trooper (Piece of Mind, 1983)
19. Sanctuary (Sanctuary / Iron Maiden, 1980)

### Variationer
- Murders in the Rue Morgue (Killers, 1981) Spelades på 8 konserter.
- Wrathchild (Killers, 1981) Spelades endast på turnépremiären i Norwich.
- The Clairvoyant (Seventh Son of a Seventh Son, 1988) - Spelades på 38 konserter.
- Fortunes of War (The X Factor, 1995) Spelades endast i Lille, Frankrike.
- The Aftermath (The X Factor, 1995) Spelades endast på turnépremiären i Norwich.
- Blood on the World's Hands  (The X Factor, 1995) Spelades endast på turnépremiären i Norwich.
- Don't Look to the Eyes of a Stranger (Virtual XI, 1998) Endast spelad de första tre konserterna, sedan ersatt av Sign of the Cross.

## Nya länder
- Malta
- Turkiet

## Medlemmar
- Steve Harris - bas
- Blaze Bayley - sång
- Janick Gers - gitarr
- Nicko McBrain - trummor
- Dave Murray - gitarr